# 四氟化锗
四氟化锗是一种无机化合物，化学式为GeF4，它是无色气体。

## 制备
四氟化锗可由二氧化锗和氟化氢反应，或者锗和氟化氢或氟反应得到：
Ge + 2 F2 → GeF4
配合物Ba[GeF6]的热分解反应也能制得四氟化锗：
Ba(GeF6) → GeF4 + BaF2

## 性质
四氟化锗是一种不可燃的发烟气体，有大蒜味。它和水反应，生成氟化氢和二氧化锗。它在1000 °C以上发生热分解反应。它和粉末状的锗在150–300 °C反应，生成二氟化锗。
GeF4和氟化物反应，生成GeF5−，这种阴离子因为聚合作用，Ge有着八面体的配位结构。GeF5−的分离三角双锥结构由“裸氟”离子试剂1,3-二(2,6-二异丙基苯基)咪唑鎓氟化物的反应得到。

## 应用
四氟化锗和二硅烷的反应用于SiGe的合成。

## 拓展链接
- "Reactivity of a Naked Fluoride Reagent and Controlled Design of Germanium Fluorido-Anions." （页面存档备份，存于）